# Coca-Cola Zero
Coca-Cola Zero is een colavariant die geproduceerd wordt door The Coca-Cola Company. De drank is, net als Coca-Cola light, een colavariant zonder suiker. De frisdrankenproducent beweert dat het dezelfde smaak heeft als de gewone Coca-Cola, hoewel het evenveel lijkt te verschillen van de originele cola als de light-versie. Coca-Cola laat weten dat de twee dranken niet identiek zijn, maar dit is waarschijnlijk omdat er een heel licht verschil is in bewaarmiddelen en zuurteregelaren. Indien het inderdaad twee dezelfde dranken zijn heeft The Coca-Cola Company er wel succes mee gehad; de verkoop van light en zero is ruim gestegen.
Coca-Cola Zero werd op de markt gebracht nadat de Coca-Cola Company met mannen had gebrainstormd over hoe ze Coca-Cola Light aantrekkelijker konden maken. Dit onder andere omdat de lightversie niet genoeg aantrekkingskracht had op mannen. Hieruit kwam als hoofdzaak een zwarte verpakking, omdat lichtgrijs ook als te vrouwelijk werd aangezien. Verder speelt het merk in op een tendens bij twintigers om meer op de suikerinname te letten.
In navolging van Coca-Cola Zero bracht de firma ook van de meeste van de andere producten van het merk een zero-versie uit.
Sinds 2016 is het product hervormd tot Coca-Cola Zero. Volgens Coca-Cola ligt de smaak nog dichter bij de gewone cola. Om dat te benadrukken, is ook het uitzicht meer zoals bij de klassieke versie.